# Mobile Navigationsfunkstelle
Eine  Mobile Navigationsfunkstelle  (MobNavFuSt, englisch radionavigation mobile station) ist gemäß Definition der VO Funk eine Funkstelle des Navigationsfunkdienstes, die dazu bestimmt ist, während der Bewegung oder während des Haltens an beliebigen Orten betrieben zu werden.
Die Funkausstrahlungen dieser Funkstellen sind sicherheitsrelevante oder safety-of-life-Aussendungen, sind zwingend vor Störungen zu schützen und wichtiger Bestandteil der Navigation. 
Zu dieser Kategorie zählen u. a. folgende Funkstellen:
- Bordausrüstung ILS, DME, TACAN, VOR/DME, VORTAC, RSBN, PRMG
- TACAN, fahrbar und seegestützt

## Auswahl an Mobilen Navigationsfunkstellen

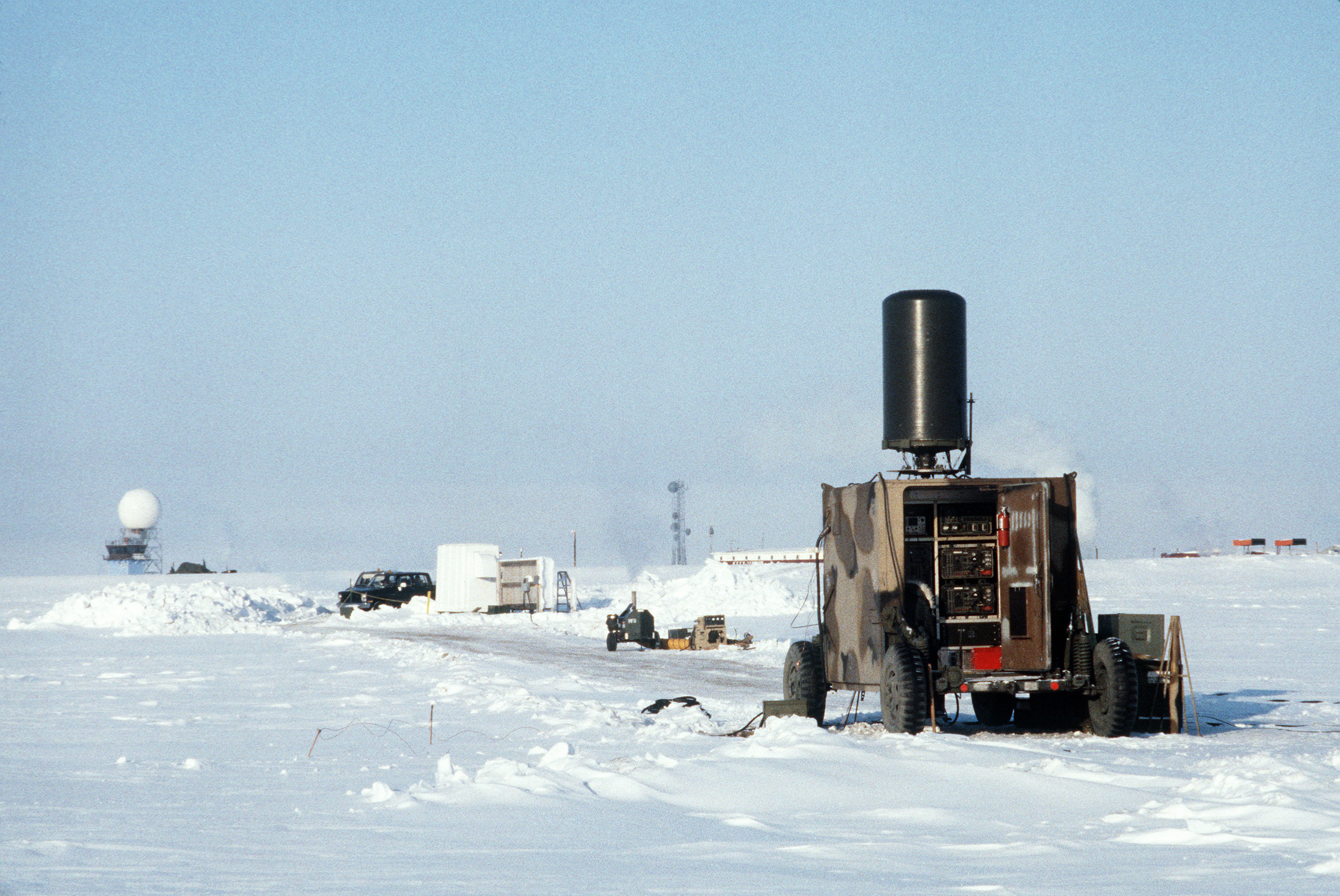
Mobile TACAN-Anlage in Alaska
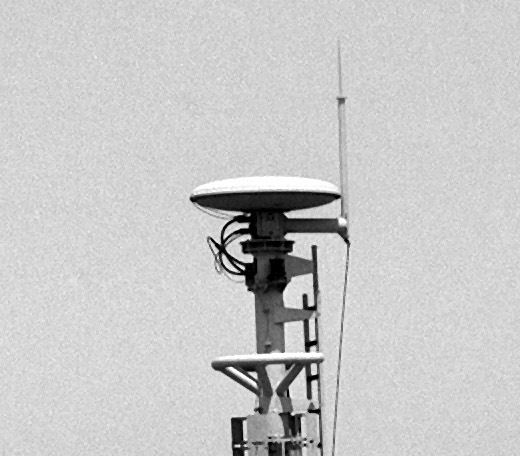
TACAN seegestützt
ILS-Empfangsanzeige an Bord
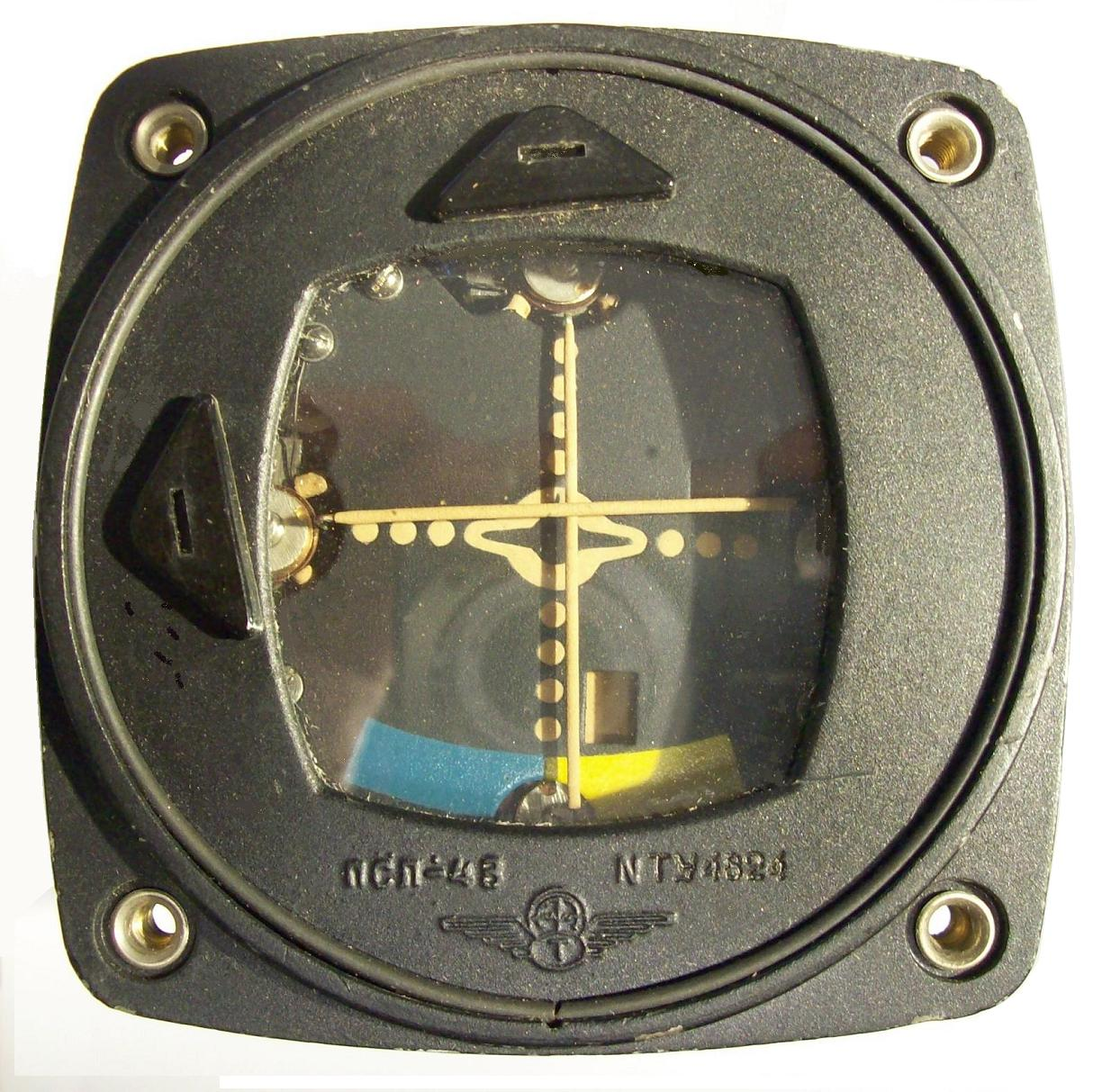
ILS-Flugzeug-Bordinstrument
Antennen DME/VOR